# Asociația Fotbal Club Hermannstadt
L'Asociația Fotbal Club Hermannstadt, nota semplicemente come Hermannstadt, è una società calcistica rumena con sede nella città di Sibiu, militante nella Liga I, la prima serie del campionato rumeno di calcio.
Fondata nel 2015 con il nome tedesco della città di Sibiu e iscritta inizialmente alla quarta serie rumena, in tre anni ha ottenuto tre promozioni consecutive, scalando la piramide calcistica nazionale e arrivando a ottenere la promozione in massima serie al termine della stagione agonistica 2017-2018, annata in cui giunge seconda in Liga II e in finale di Coppa di Romania, persa contro l'U Craiova.
Lo stadio di casa è lo stadio municipale di Sibiu (capienza di 14 200 posti), inagibile fino al 2022 a causa di alcune operazioni di ammodernamento per renderlo conforme agli standard della Liga I: nel contempo, la squadra gioca le partite casalinghe allo stadio Trans-Sil di Târgu Mureș.

## Storia
L'Asociația Fotbal Club Hermannstadt nasce a Sibiu il 29 luglio 2015 al fine di proseguire la lunga tradizione calcistica cittadina, iniziata nel 1913 con la fondazione del Șoimii Sibiu e poi passata attraverso sodalizi quali la Societatea Gimnastică Sibiu, l'Inter Sibiu (sciolta nel 2001 per motivi economici), il FC Sibiu e il Voința Sibiu. Sebbene non sia ufficialmente il successore di nessuna di queste squadre, l'Hermannstadt è, dalla stagione 2017-2018, l'unica espressione calcistica della città di Sibiu nel campionato di vertice della Romania.
Nel 2015-2016, stagione d'esordio per il club, l'FC Hermannstadt viene iscritto alla Liga IV, la quarta divisione del campionato rumeno di calcio. Vincendo il campionato si qualifica ai play-off promozione, dove supera senza difficoltà (6-1 tra andata e ritorno) la squadra campione del distretto di Gorj, il Gilortul Târgu Cărbunești. Nel 2016-2017 vince il campionato di Liga III, accedendo dunque alla Liga II, la seconda divisione rumena, in cui esordisce il 5 agosto 2017 battendo per 3-0 in casa il CS Balotești. Grazie al secondo posto finale, ottiene la promozione in Liga I, massima divisione rumena, a soli tre anni dalla fondazione del club. Notevole è, nella stessa annata, il percorso in Coppa di Romania, dove l'Hermannstadt raggiunge la finale eliminando ben quattro club di massima serie (Voluntari, Juventus Bucarest, FCSB e Gaz Metan Mediaș), prima di perdere contro l'FCU Craiova per 0-2.
Nel luglio 2018 l'Hermannstadt si aggiudica per la prima volta una partita di Liga I con un gol di Ștefan Blănaru contro il Sepsi. La gara viene giocata a Târgu Mureș anziché allo stadio municipale di Sibiu, sottoposto a lavori di ammodernamento. La stagione d'esordio dell'Hermannstadt in massima serie si chiude con il terzultimo posto e la salvezza ottenuta allo spareggio contro la terza classificata in Liga II, l'U Cluj, sconfitto per 2-0 fuori casa e inutilmente vittorioso per 1-0 in casa al ritorno.

## Organico

### Rosa 2023-2024
Aggiornata al 29 novembre 2023.
| N. |                     | Ruolo | Calciatore        |
| -- | ------------------- | ----- | ----------------- |
| 1  | Romania (bandiera)  | P     | Alexandru Uțiu    |
| 4  | Romania (bandiera)  | D     | Ionuț Stoica      |
| 5  | Romania (bandiera)  | D     | Florin Bejan      |
| 6  | Romania (bandiera)  | D     | Marius Antoche    |
| 7  | Romania (bandiera)  | A     | Petrișor Petrescu |
| 8  | Ghana (bandiera)    | C     | Baba Alhassan     |
| 9  | Romania (bandiera)  | A     | Gabriel Iancu     |
| 10 | Germania (bandiera) | C     | Vesel Limaj       |
| 11 | Romania (bandiera)  | C     | Dragoș Iancu      |
| 14 | Giappone (bandiera) | C     | Sōta Mino         |
| 15 | Italia (bandiera)   | C     | Alessandro Murgia |
| 16 | Ghana (bandiera)    | D     | Saeed Issah       |
| 17 | Romania (bandiera)  | D     | Mihai Butean      |
| 18 | Messico (bandiera)  | D     | Paolo Medina      |

| N. |                       | Ruolo | Calciatore         |
| -- | --------------------- | ----- | ------------------ |
| 20 | Romania (bandiera)    | A     | Cristian Bărbuț    |
| 24 | Romania (bandiera)    | D     | Vlăduț Popa        |
| 25 | Romania (bandiera)    | P     | Cătălin Căbuz      |
| 28 | Romania (bandiera)    | A     | Valentin Buhăcianu |
| 29 | Romania (bandiera)    | C     | Ciprian Biceanu    |
| 30 | Romania (bandiera)    | A     | Daniel Paraschiv   |
| 31 | Romania (bandiera)    | P     | Vlad Muțiu         |
| 51 | Romania (bandiera)    | A     | Alexandru Oroian   |
| 70 | Romania (bandiera)    | D     | Cornel Ene         |
| 77 | Croazia (bandiera)    | A     | Matko Babić        |
| 93 | Romania (bandiera)    | A     | Călin Popescu      |
| 96 | Romania (bandiera)    | A     | Silviu Balaure     |
| 98 | Romania (bandiera)    | D     | Raul Opruț         |
| 99 | Portogallo (bandiera) | A     | Rúben Fonseca      |

### Rosa 2022-2023
Aggiornata al 18 febbraio 2023.
| N. |                     | Ruolo | Calciatore        |
| -- | ------------------- | ----- | ----------------- |
| 1  | Romania (bandiera)  | P     | Alexandru Uțiu    |
| 4  | Romania (bandiera)  | D     | Ionuț Stoica      |
| 5  | Romania (bandiera)  | D     | Florin Bejan      |
| 6  | Romania (bandiera)  | D     | Marius Antoche    |
| 7  | Romania (bandiera)  | A     | Petrișor Petrescu |
| 8  | Ghana (bandiera)    | C     | Baba Alhassan     |
| 9  | Romania (bandiera)  | A     | Gabriel Iancu     |
| 10 | Germania (bandiera) | C     | Vesel Limaj       |
| 11 | Romania (bandiera)  | C     | Dragoș Iancu      |
| 14 | Giappone (bandiera) | C     | Sōta Mino         |
| 15 | Italia (bandiera)   | C     | Alessandro Murgia |
| 16 | Ghana (bandiera)    | D     | Saeed Issah       |
| 17 | Romania (bandiera)  | D     | Mihai Butean      |
| 18 | Messico (bandiera)  | D     | Paolo Medina      |

| N. |                    | Ruolo | Calciatore         |
| -- | ------------------ | ----- | ------------------ |
| 20 | Romania (bandiera) | A     | Cristian Bărbuț    |
| 24 | Romania (bandiera) | D     | Vlăduț Popa        |
| 25 | Croazia (bandiera) | P     | Karlo Letica       |
| 28 | Romania (bandiera) | A     | Valentin Buhăcianu |
| 29 | Romania (bandiera) | C     | Ciprian Biceanu    |
| 30 | Romania (bandiera) | A     | Daniel Paraschiv   |
| 31 | Romania (bandiera) | P     | Vlad Muțiu         |
| 51 | Romania (bandiera) | A     | Alexandru Oroian   |
| 70 | Romania (bandiera) | D     | Cornel Ene         |
| 77 | Croazia (bandiera) | A     | Matko Babić        |
| 93 | Romania (bandiera) | A     | Călin Popescu      |
| 96 | Romania (bandiera) | A     | Silviu Balaure     |
| 98 | Romania (bandiera) | D     | Raul Opruț         |

### Rosa 2020-2021
| N. |                            | Ruolo | Calciatore               |
| -- | -------------------------- | ----- | ------------------------ |
| 1  | Romania (bandiera)         | P     | Ionuț Pop                |
| 4  | Romania (bandiera)         | D     | Ionuț Stoica             |
| 5  | Romania (bandiera)         | C     | Răzvan Dâlbea (capitano) |
| 6  | Guyana francese (bandiera) | D     | Kévin Rimane             |
| 7  | Romania (bandiera)         | C     | Petrișor Petrescu        |
| 8  | Ghana (bandiera)           | C     | Baba Alhassan            |
| 9  | Romania (bandiera)         | A     | Adrian Şter              |
| 11 | Brasile (bandiera)         | A     | Joálisson                |
| 12 | Costa d'Avorio (bandiera)  | D     | Ousmane Viera            |
| 13 | Portogallo (bandiera)      | P     | Cristiano                |
| 15 | Romania (bandiera)         | C     | Alexandru Vodă           |
| 18 | Romania (bandiera)         | D     | Paul Oșan                |
| 19 | Romania (bandiera)         | C     | Lucian Buzan             |
| 20 | Romania (bandiera)         | A     | Andrei Sîntean           |
| 21 | Spagna (bandiera)          | A     | David Mayoral            |

| N. |                          | Ruolo | Calciatore         |
| -- | ------------------------ | ----- | ------------------ |
| 22 | Romania (bandiera)       | P     | Ionuț Rus          |
| 25 | Romania (bandiera)       | D     | Raul Opruț         |
| 26 | Croazia (bandiera)       | A     | Ante Aralica       |
| 27 | Romania (bandiera)       | D     | Adrian Scarlatache |
| 52 | Brasile (bandiera)       | C     | Romário Pires      |
| 70 | Romania (bandiera)       | D     | Claudiu Belu       |
| 77 | Romania (bandiera)       | D     | Alexandru Mățel    |
| 90 | Ghana (bandiera)         | C     | Bright Addae       |
| 91 | Portogallo (bandiera)    | A     | Fábio Fortes       |
| 92 | Paesi Bassi (bandiera)   | A     | Stanley Elbers     |
| 93 | Romania (bandiera)       | C     | Călin Popescu      |
| 99 | Svizzera (bandiera)      | A     | Goran Karanović    |
|    | Ghana (bandiera)         | D     | Saeed Issah        |
|    | Guinea-Bissau (bandiera) | C     | Edson Pires        |
|    | Croazia (bandiera)       | A     | Dražen Bagarić     |

### Rosa 2019-2020
| N. |                            | Ruolo | Calciatore               |
| -- | -------------------------- | ----- | ------------------------ |
| 1  | Romania (bandiera)         | P     | Ionuț Pop                |
| 2  | Spagna (bandiera)          | D     | Biel Company             |
| 3  | Romania (bandiera)         | D     | Srgian Luchin            |
| 4  | Romania (bandiera)         | D     | Ionuț Stoica             |
| 5  | Romania (bandiera)         | C     | Răzvan Dâlbea (capitano) |
| 6  | Guyana francese (bandiera) | D     | Kévin Rimane             |
| 7  | Romania (bandiera)         | C     | Petrișor Petrescu        |
| 8  | Romania (bandiera)         | C     | Andrei Cordea            |
| 9  | Romania (bandiera)         | A     | Adrian Bălan             |
| 10 | Portogallo (bandiera)      | C     | David Caiado             |
| 12 | Costa d'Avorio (bandiera)  | D     | Ousmane Viera            |
| 13 | Portogallo (bandiera)      | P     | Cristiano                |
| 14 | Portogallo (bandiera)      | C     | Afonso Taira             |
| 15 | Romania (bandiera)         | C     | Alexandru Vodă           |

| N. |                       | Ruolo | Calciatore          |
| -- | --------------------- | ----- | ------------------- |
| 17 | Romania (bandiera)    | C     | Daniel Tătar        |
| 19 | Romania (bandiera)    | C     | Lucian Buzan        |
| 20 | Romania (bandiera)    | C     | Andrei Sîntean      |
| 22 | Portogallo (bandiera) | P     | Emanuel Novo        |
| 23 | Romania (bandiera)    | D     | Alin Dobrosavlevici |
| 24 | Romania (bandiera)    | D     | Sorin Bușu          |
| 25 | Romania (bandiera)    | D     | Raul Opruț          |
| 27 | Croazia (bandiera)    | A     | Gabriel Debeljuh    |
| 28 | Portogallo (bandiera) | A     | Yazalde             |
| 29 | Capo Verde (bandiera) | D     | Tiago Almeida       |
| 44 | Romania (bandiera)    | C     | Lucian Dumitriu     |
| 52 | Brasile (bandiera)    | C     | Romário Pires       |
| 77 | Brasile (bandiera)    | A     | Joálisson           |
|    | Ghana (bandiera)      | C     | Bright Addae        |

## Palmarès

### Competizioni nazionali
- Liga III: 1

2016-2017
- Liga IV: 1

2015-2016

### Altri piazzamenti
- Coppa di Romania:

Finalista: 2017-2018, 2024-2025
- Liga II:

Secondo posto: 2017-2018, 2021-2022